# 大相撲平成27年11月場所
大相撲平成27年11月場所（おおずもうへいせい27ねん11がつばしょ）は、2015年11月8日から11月22日まで福岡国際センターで開催された大相撲本場所。
幕内最高優勝は、横綱・日馬富士公平（13勝2敗・12場所ぶり7回目）

## 場所前の話題など
- 番付発表は2015年10月26日。

## 番付・星取表
| 東       | 成績      | 結果             | 番付   | 西         | 成績       | 結果             |
| -------- | --------- | ---------------- | ------ | ---------- | ---------- | ---------------- |
| 鶴竜     | 9勝6敗    |                  | 横綱   | 白鵬       | 12勝3敗    | 優勝次点         |
| 日馬富士 | 13勝2敗   | 優勝             | 横綱   |            |            |                  |
| 照ノ富士 | 9勝6敗    |                  | 大関   | 稀勢の里   | 10勝5敗    |                  |
| 琴奨菊   | 8勝6敗1休 |                  | 大関   | 豪栄道     | 8勝7敗     |                  |
| 栃煌山   | 8勝7敗    |                  | 関脇   | 妙義龍     | 2勝13敗    |                  |
| 栃ノ心   | 7勝8敗    |                  | 小結   | 嘉風       | 8勝7敗     | 技能賞           |
| 逸ノ城   | 6勝9敗    |                  | 前頭1  | 大砂嵐     | 5勝9敗1休  |                  |
| 碧山     | 7勝8敗    |                  | 前頭2  | 隠岐の海   | 5勝10敗    |                  |
| 豊ノ島   | 5勝9敗1休 |                  | 前頭3  | 安美錦     | 8勝7敗     |                  |
| 勢       | 12勝3敗   | 優勝次点、敢闘賞 | 前頭4  | 遠藤       | 4勝11敗    |                  |
| 阿夢露   | 4勝11敗   |                  | 前頭5  | 佐田の海   | 5勝10敗    |                  |
| 琴勇輝   | 8勝7敗    |                  | 前頭6  | 誉富士     | 3勝12敗    |                  |
| 魁聖     | 8勝7敗    |                  | 前頭7  | 旭秀鵬     | 9勝6敗     |                  |
| 德勝龍   | 8勝7敗    |                  | 前頭8  | 宝富士     | 10勝5敗    |                  |
| 玉鷲     | 8勝7敗    |                  | 前頭9  | 佐田の富士 | 4勝11敗    |                  |
| 蒼国来   | 9勝6敗    |                  | 前頭10 | 松鳳山     | 12勝3敗    | 優勝次点、敢闘賞 |
| 臥牙丸   | 8勝7敗    |                  | 前頭11 | 御嶽海     | 8勝7敗     |                  |
| 豪風     | 7勝8敗    |                  | 前頭12 | 髙安       | 9勝6敗     |                  |
| 千代大龍 | 8勝7敗    |                  | 前頭13 | 豊響       | 6勝9敗     |                  |
| 大栄翔   | 6勝9敗    |                  | 前頭14 | 時天空     | 0勝0敗15休 |                  |
| 北太樹   | 7勝8敗    |                  | 前頭15 | 千代鳳     | 10勝5敗    |                  |
| 朝赤龍   | 3勝12敗   |                  | 前頭16 |            |            |                  |

## 優勝争い
先場所12勝3敗ながら優勝を果たし、自身初の連覇を目指す横綱鶴竜は初日に分の悪い嘉風に、5日目もこれまた分の悪い妙義龍にそれぞれ敗れて序盤に2敗。その後も分の悪い相手に黒星を喫し続けて、最終的には一桁白星となる9勝6敗に終わった。ただ、千秋楽には優勝を争っていた白鵬を破るなど横綱の意地は見せた。先場所12勝3敗で優勝決定戦に進出した大関照ノ富士は先場所13日目に負傷した膝の怪我が治りきっておらず、9日目を終わって4勝5敗と負けが込んでいた。しかし、その後は優勝を争っていた白鵬を長い相撲の末破るなど白星を重ねて9勝6敗に終わった。稀勢の里は9日目まで8勝1敗と優勝争いに絡んでいたが、10日目からは4連敗を喫して大幅に失速し、10勝5敗に終わった。ただ、千秋楽には優勝争いの単独トップに立っていた横綱日馬富士を破っている。琴奨菊は中日までは7勝1敗と好調だったが、9日目からは一転して4連敗を喫するなどこちらも大幅に失速し、13日目に勝ち越しを決めたが、左前脛骨筋挫傷で14日目から休場して8勝6敗1休に終わった。角番の豪栄道はまさに一進一退という状況で、千秋楽に栃煌山を破って何とか勝ち越しを決めて角番を脱出した。
優勝争いの方に目を向けると、12日目を終わって全勝で休場明けの横綱白鵬が単独トップ、1敗で2日目に平幕の大砂嵐に敗れたのみの横綱日馬富士、2敗で地元福岡県出身の平幕の松鳳山が追うという展開だった。翌13日目は全勝の白鵬－1敗の日馬富士という大一番が組まれた。まず2敗の松鳳山は逸ノ城を寄り切りで破り、2敗を守った。そして注目の結び前の一番。白鵬が勝てば後続と星の差が2つに開いて白鵬が独走態勢を作り、日馬富士が勝てば1敗で2人が並ぶという状況だったが、日馬富士が立ち合いから動き回って白鵬を翻弄。完全に日馬富士の姿を見失った白鵬は捕まった瞬間に一気の寄り倒しを食らい、初黒星を喫した。この時点で1敗の白鵬・日馬富士の両横綱を2敗の松鳳山が追うという展開に変わった。翌14日目はまず平幕の松鳳山は対戦相手の豊ノ島の休場で不戦勝を頂戴し、2敗を守った。そして結び前の一番はまず1敗の日馬富士が鶴竜との横綱対決に勝利し、1敗を堅持。結びの一番、白鵬は日馬富士の弟弟子で、自身も勝ち越しを懸ける大関照ノ富士との長い相撲の末寄り切りで敗れて2敗に後退。この時点で1敗の日馬富士が初めて単独トップに立ち、2敗で白鵬・松鳳山が追うという展開に変わった。翌千秋楽。まず2敗の松鳳山は安美錦の立ち合い一瞬の素首落としに敗れて痛恨の3敗目を喫して脱落した。1敗の日馬富士は稀勢の里戦で立ち合いすぐに捕まってしまい、得意の左四つから一気に寄り切られて2敗に後退。この時点で再び2敗で白鵬・日馬富士が並び、優勝の行方は結びの一番の白鵬－鶴竜戦に委ねられる事となった。結びの一番は白鵬が勝てば日馬富士との優勝決定戦、鶴竜が勝てば日馬富士の7回目の優勝が決まるという展開だったが、白鵬は全くの防戦一方で鶴竜に完敗し3敗に後退。この瞬間、日馬富士の12場所ぶり7回目の優勝が決定した。奇しくも千秋楽は優勝を争っていた3人が全員敗れるという結末となった。
三賞は、殊勲賞は該当者がいなかった。敢闘賞は初日から5連勝、10日目から6連勝をするなどして12勝を挙げた勢が2場所連続4回目の受賞、千秋楽まで優勝を争った松鳳山が13場所ぶり2回目の受賞となった。技能賞は1横綱（鶴竜）2大関（稀勢の里・豪栄道）を破って先場所に引き続いて大活躍した嘉風が2場所連続2回目の受賞となった。

## 各段優勝・三賞
※四股名は2015年11月場所当時のもの。
| タイトル     | タイトル     | 四股名       | 地位           | 成績       | 部屋         | 出身                     | 回数・備考                            |
| ------------ | ------------ | ------------ | -------------- | ---------- | ------------ | ------------------------ | ------------------------------------- |
| 幕内最高優勝 | 幕内最高優勝 | 日馬富士公平 | 東横綱2        | 13勝2敗    | 伊勢ヶ濱部屋 | モンゴル・ゴビ・アルタイ | 12場所ぶり7回目                       |
| 三賞         | 殊勲賞       | 該当者なし   | 該当者なし     | 該当者なし | 該当者なし   | 該当者なし               | 該当者なし                            |
| 三賞         | 敢闘賞       | 勢翔太       | 東前頭4枚目    | 12勝3敗    | 伊勢ノ海部屋 | 大阪府交野市             | 2場所連続4回目                        |
| 三賞         | 敢闘賞       | 松鳳山裕也   | 西前頭10枚目   | 12勝3敗    | 二所ノ関部屋 | 福岡県築上郡築上町       | 13場所ぶり3回目                       |
| 三賞         | 技能賞       | 嘉風雅継     | 西小結         | 8勝7敗     | 尾車部屋     | 大分県佐伯市             | 2場所連続2回目                        |
| 十両優勝     | 十両優勝     | 正代直也     | 西十両5枚目    | 13勝2敗    | 時津風部屋   | 熊本県宇土市             |                                       |
| 幕下優勝     | 幕下優勝     | 芝匠         | 西幕下31枚目   | 7戦全勝    | 木瀬部屋     | 東京都町田市             | ※宇良との同部屋優勝決定戦に勝利       |
| 三段目優勝   | 三段目優勝   | 霧馬山鐵雄   | 西三段目96枚目 | 7戦全勝    | 陸奥部屋     | モンゴル・ドルノトゥ     |                                       |
| 序二段優勝   | 序二段優勝   | 羽黒豊隆志   | 西序二段95枚目 | 7戦全勝    | 立浪部屋     | 茨城県常総市             |                                       |
| 序ノ口優勝   | 序ノ口優勝   | 琴隼禎晃     | 東序ノ口14枚目 | 6勝1敗     | 佐渡ヶ嶽部屋 | 福岡県大川市             | ※大勇人・琴全翔との優勝決定巴戦に勝利 |

## トピック
- 2日目は満員御礼とならず、昨年九州場所12日目から続いていた満員御礼が80日間で途切れた[1]。
- 40代式守伊之助は今場所3日目の日馬富士－碧山戦、7日目の白鵬－隠岐の海戦と2回差し違えとなり、更に先場所10日目の鶴竜－妙義龍戦を含めると2場所連続3回の差し違いとなってしまい、7日目の打ち出し後、北の湖理事長から翌8日目より10日目までの3日間の出場停止処分を受けた[2]。なお、出場停止の3回間の伊之助の代役は三役格行司の11代式守勘太夫が務めた。
- 10日目に白鵬は栃煌山相手に猫だましを2度仕掛ける奇襲を行い、賛否両論を呼んだ。
- 13日目となる11月20日、日本相撲協会の北の湖理事長が死去。62歳没[3]。